# Inside Out (Bryan Adams)
Inside Out is een nummer van de Canadese rockzanger Bryan Adams uit 2000. Het is de vierde en laatste single van zijn achtste studioalbum On a Day Like Today.
"Inside Out" is een ballad waarin de liedverteller zingt dat hij zijn geliefde net zo goed wil leren kennen als dat hij zichzelf kent. Het nummer haalde de 17e positie in Adams' thuisland Canada. Verder werd het nummer nergens een hit. In de Nederlandse Single Top 100 haalde het de 91e positie.